# لاله (فیلم)
لاله یک فیلم سینمایی به کارگردانی و نویسندگی اسدالله نیک‌نژاد و به تهیه‌کنندگی پروانه پرتو و تورج منصوری دربارهٔ لاله صدیق، قهرمان اتومبیل‌رانی ایران است. این فیلم یکی از جنجالی‌ترین فیلم‌های تاریخ سینمای ایران به‌شمار می‌آید.

## داستان
این فیلم دربارهٔ زندگی لاله صدیق، قهرمان اتومبیل‌رانی ایران و چالش‌ها و مشکلاتی است که این راننده حرفه‌ای با آن مواجه بوده است.

## بازیگران
بازیگران فیلم لاله عبارتند از:
| نام بازیگر      | در نقش                        |
| --------------- | ----------------------------- |
| سام قریبیان     | احمد                          |
| سارا امیری      | لاله صدیق                     |
| ایرج نوذری      | پدر لاله                      |
| میترا حجار      | صنم                           |
| همایون ارشادی   | آقای شاهین                    |
| نیکی کریمی      | مدیر عامل                     |
| آزیتا حاجیان    | پری                           |
| محمد صادقی      | آقای نصیری                    |
| محمد متوسلانی   | نایب‌رئیس فدراسیون اتومبیل‌رانی |
| نیکولاس گوآلک   | بیژن                          |
| لیلا اوتادی     | سارا                          |
| امیرعلی دانایی  | رضا                           |
| ماه‌چهره خلیلی   | سوسن                          |
| ژوبین رهبر      | بهمن                          |
| بهرام حیدری     | آرمن                          |
| نادر طالب‌زاده   | روحانی                        |
| پیام اینالویی   | نادر                          |
| الیزابت امینی   | دکتر                          |
| رضا مهرابی زاده | مصطفی                         |
| فرهاد متقی      | مسابقه دهنده                  |

## حاشیه‌های پیش از تولید

### بودجه میلیاردی
یک پیامک خبرنگاران سینمایی ایران را حساس کرد و آغازی بود برای حاشیه‌های تولید فیلم میلیاردی لاله: «فیلم سینمایی لاله به کارگردانی اسدالله نیک‌نژاد (معروف به اسی نیک نژاد) با سرمایه‌گذاری دو و نیم میلیارد تومانی مرکز گسترش سینمای مستند و تجربی تولید می‌شود.» پرسش اولیه این بود: دلیل این سرمایه‌گذاری هنگفت چیست؟ رقمی که معادل دو سال بودجه این مرکز برای تولید آثار مستند است و باید در اختیار فیلمسازان جوان باشد. البته، با گذشت زمان، زمزمه‌های مبنی بر افزایش مبلغ بودجه به پنج میلیارد تومان نیز به گوش رسید. با این حال، مسئولان آن مرکز به دفعات می‌گفتند که، اولاً، هزینه پنج میلیاردی در مقایسه با استانداردهای تولید در سینمای جهان رقم ناچیزی است؛ ثانیاً، به گفته آنان قرار است اسدالله نیک نژاد (کارگردانی که سال‌ها در آمریکا در حوزه سینما فعالیت کرده‌است) با توجه به ارتباط‌های خود بودجه و امکانات و ارتباطات خارج از کشور را وارد سینمای ایران کند. در جریان این انتقادات، پای کمیسیون فرهنگی مجلس شورای اسلامی نیز به پروژه سینمایی لاله کشیده شد و اعضای کمیسیون تشخیص دادند که ساخت این فیلم از اولویت‌های فرهنگی ایران نیست؛ بنابراین، از جواد شمقدری (رئیس سازمان سینمایی) و سیدمحمد حسینی (وزیر ارشاد) توضیح خواستند. این دو مسئول فرهنگی نیز به اعضای کمیسیون فرهنگی قول مساعد دادند که اولویت‌های فرهنگی با فیلمنامه‌ای کاملاً ایرانی‌شده در فیلم سینمایی «لاله» در نظر گرفته شود.

### فیلم‌نامه آمریکایی
انتقادهای جدی نیز دربارهٔ فیلمنامه اولیه مطرح شد که نوشته یک فیلم‌نامه‌نویس آمریکایی بود. این فیلمنامه که بر اساس زندگی لاله صدیق - قهرمان اتومبیلرانی ایران - شکل گرفته بود با این انتقاد روبرو بود که با ارزش‌های ایرانی و اسلامی مغایرت دارد. از این رو، در ادامه، قرار شد یک گروه فیلم‌نامه‌نویس با هدایت مستقیم جلیل عرفان‌منش بازنویسی این فیلمنامه را به عهده بگیرد.

### استعفای گروه تولید اولیه[۱۴]
این حاشیه‌ها سرانجام استعفای گروه تولید اولیه این فیلم سینمایی را باعث شد، تا حاشیه‌های این فیلم دوچندان شود. البته، در همین بین جمال شورجه که از دوستان نزدیک اسدالله نیک‌نژاد است در گفت‌وگو با رسانه‌ها خواست که از پیگیری خبر دربارهٔ این پروژه سینمایی دست بردارند و یادآور شد که اسدالله نیک‌نژاد با حمایت مستقیم رئیس‌جمهور (محمود احمدی‌نژاد) این فیلم را خواهد ساخت. وی گفت، اسدالله نیک‌نژاد در سفرهایی که رئیس‌جمهور به نیویورک داشته‌است با او دیدار کرده‌است و موافقت وی را برای ساخت این فیلم کسب کرده‌است.

### انصراف اسپانسرهای خارجی
با افزایش حاشیه‌ها دربارهٔ این فیلم، بودجه برآوردی آن هم روزبه‌روز بالاتر می‌رفت و از پنج میلیون دلار به هفت میلیون دلار و … رسید. تا این که بسیاری از اسپانسرهای خارجی از سرمایه‌گذاری در این فیلم پشیمان شدند. به این ترتیب، تولید این فیلم عملاً متوقف شد و تا مدتی هیچ خبری از تولید آن نبود.

### کلید خوردن تولید فیلم
بی‌خبری از این فیلم تا نیمه سال ۱۳۹۱ ادامه داشت. تا این که خبر رسید با جایگزین شدن علیرضا سبط احمدی (تهیه‌کننده قبلی این پروژه سینمایی) با پروانه پرتو تولید این فیلم بار دیگر از سر گرفته خواهد شد. مراحل پیش تولید این فیلم سینمایی پس از حضور تهیه‌کننده جدید چهار ماه طول کشید و سرانجام این فیلم در اسفند ۱۳۹۱ در پردیس سینمای ملت با حضور جمعی از خبرنگاران کلید خورد.

## گزینه‌های بازیگری نقش اول فیلم
هم‌زمان با روزهای برگزاری جشنواره فیلم فجر سال ۱۳۹۱، از سوی تولیدکنندگان فیلم اعلام شد که سرانجام بهاره کیان افشار برای ایفای نقش اول این فیلم انتخاب شده‌است؛ ولی، چندی بعد در بعضی رسانه‌ها اعلام شد که به دلیل عدم آشنایی کامل این بازیگر با زبان انگلیسی این انتخاب منتفی شده‌است. مهناز افشار نیز از گزینه‌های قبلی ایفای این نقش بود.
سرانجام، سارا امیری به عنوان بازیگر نقش اول فیلم «لاله» انتخاب شد.